# Olympische Sommerspiele 2016/Teilnehmer (Schweden)
| Gelbes Symbol für Goldmedaillen mit stilisierten Olympischen Ringen | Graues Symbol für Silbermedaillen mit stilisierten Olympischen Ringen | Braundes Symbol für Bronzemedaillen mit stilisierten Olympischen Ringen |
| ------------------------------------------------------------------- | --------------------------------------------------------------------- | ----------------------------------------------------------------------- |
| 2                                                                   | 6                                                                     | 3                                                                       |

Schweden nahm an den Olympischen Spielen 2016 in Rio de Janeiro teil. Es war die insgesamt 27. Teilnahme an Olympischen Sommerspielen. Das Sveriges Olympiska Kommitté nominierte 152 Athleten in 22 Sportarten.

## Teilnehmer nach Sportarten

### Badminton
| Athleten         | Wettbewerb | Gruppenphase                | Gruppenphase                         | Gruppenphase | Gruppenphase | Achtelfinale  | Achtelfinale  | Viertelfinale | Viertelfinale | Halbfinale    | Halbfinale    | Finale        | Finale        | Rang          |
| Athleten         | Wettbewerb | Gegner                      | Ergebnis                             | Punkte       | Rang         | Gegner        | Ergebnis      | Gegner        | Ergebnis      | Gegner        | Ergebnis      | Gegner        | Ergebnis      | Rang          |
| ---------------- | ---------- | --------------------------- | ------------------------------------ | ------------ | ------------ | ------------- | ------------- | ------------- | ------------- | ------------- | ------------- | ------------- | ------------- | ------------- |
| Männer           |            |                             |                                      |              |              |               |               |               |               |               |               |               |               |               |
| Henri Hurskainen | Einzel     | Lino Muñoz Srikanth Kidambi | 2:0 (21:12, 21:11) 0:2 (6:21, 18:21) | 66:65        | 2            | ausgeschieden | ausgeschieden | ausgeschieden | ausgeschieden | ausgeschieden | ausgeschieden | ausgeschieden | ausgeschieden | ausgeschieden |

### Bogenschießen
| Athleten            | Wettbewerb | Qualifikation | Qualifikation | 1. Runde   | 1. Runde      | 2. Runde   | 2. Runde     | Achtelfinale  | Achtelfinale  | Viertelfinale | Viertelfinale | Halbfinale    | Halbfinale    | Finale        | Finale        | Rang |
| Athleten            | Wettbewerb | Ringe         | Rang          | Gegner     | Ergebnis      | Gegner     | Ergebnis     | Gegner        | Ergebnis      | Gegner        | Ergebnis      | Gegner        | Ergebnis      | Gegner        | Ergebnis      | Rang |
| ------------------- | ---------- | ------------- | ------------- | ---------- | ------------- | ---------- | ------------ | ------------- | ------------- | ------------- | ------------- | ------------- | ------------- | ------------- | ------------- | ---- |
| Frauen              |            |               |               |            |               |            |              |               |               |               |               |               |               |               |               |      |
| Christine Bjerendal | Einzel     | 611           | 47            | Ana Rendón | 6–2 (104:102) | Kang Un-ju | 2–6 (99:102) | ausgeschieden | ausgeschieden | ausgeschieden | ausgeschieden | ausgeschieden | ausgeschieden | ausgeschieden | ausgeschieden | 17   |

### Boxen
| Athleten     | Wettbewerb              | 1. Runde | 1. Runde | Achtelfinale      | Achtelfinale | Viertelfinale | Viertelfinale | Halbfinale    | Halbfinale    | Finale        | Finale        | Rang          |
| Athleten     | Wettbewerb              | Gegner   | Ergebnis | Gegner            | Ergebnis     | Gegner        | Ergebnis      | Gegner        | Ergebnis      | Gegner        | Ergebnis      | Rang          |
| ------------ | ----------------------- | -------- | -------- | ----------------- | ------------ | ------------- | ------------- | ------------- | ------------- | ------------- | ------------- | ------------- |
| Frauen       |                         |          |          |                   |              |               |               |               |               |               |               |               |
| Anna Laurell | Mittelgewicht bis 75 kg | –        | –        | Savannah Marshall | 0:3          | ausgeschieden | ausgeschieden | ausgeschieden | ausgeschieden | ausgeschieden | ausgeschieden | ausgeschieden |

### Fußball
| Wettbewerb    | Frauen | Männer |
| ------------- | --- | --- |
| Athleten      | Jonna Andersson Emilia Appelqvist Kosovare Asllani Emma Sofia Berglund Stina Blackstenius Hilda Carlén (TW) Lisa Dahlkvist Magdalena Ericsson Nilla Fischer Sofia Jakobsson Hedvig Lindahl (TW) Fridolina Rolfö Elin Rubensson Jessica Samuelsson Lotta Schelin Olivia Schough Caroline Seger Linda Sembrant | Astrit Ajdarević Tim Erlandsson (TW) Alexander Fransson Sebastian Starke Hedlund Mikael Ishak Abdul Khalili Pa Konate Jacob Une Larsson Jordan Larsson Andreas Linde (TW) Adam Lundqvist Alexander Milošević Joakim Nilsson Robin Quaison Ken Sema Noah Sonko Sundberg Muamer Tanković Simon Tibbling |
| Trainer       | Pia Sundhage | Håkan Ericson |
| Gruppenphase  | Südafrika 1:0 (0:0) Brasilien 1:5 (0:3) Volksrepublik China 0:0 | Kolumbien 2:2 (1:1) Nigeria 0:1 (0:1) Japan 0:1 (0:0) |
| Viertelfinale | Vereinigte Staaten 1:1 n. V. (1:1, 0:0), 4:3 i. E. | ausgeschieden |
| Halbfinale    | Brasilien 0:0 n. V., 4:3 i. E. | ausgeschieden |
| Finale        | Deutschland 1:2 (0:0) | ausgeschieden |
| Platzierung   | Silber | – |

### Gewichtheben
| Athleten      | Wettbewerb       | Reißen  | Reißen | Stoßen  | Stoßen | Zweikampf | Zweikampf | Rang |
| Athleten      | Wettbewerb       | Gewicht | Rang   | Gewicht | Rang   | Gewicht   | Rang      | Rang |
| ------------- | ---------------- | ------- | ------ | ------- | ------ | --------- | --------- | ---- |
| Frauen        |                  |         |        |         |        |           |           |      |
| Angelica Roos | Klasse bis 58 kg | 84 kg   | 13     | 110 kg  | 11     | 194 kg    | 12        | 12   |

### Golf
| Athleten          | Runde 1 | Runde 2 | Runde 3 | Runde 4 | Gesamt | Par | Rang   |
| ----------------- | ------- | ------- | ------- | ------- | ------ | --- | ------ |
| Frauen            |         |         |         |         |        |     |        |
| Pernilla Lindberg | 74      | 73      | 69      | 70      | 286    | +2  | T31    |
| Anna Nordqvist    | 71      | 70      | 68      | 69      | 278    | −6  | T11    |
| Männer            |         |         |         |         |        |     |        |
| David Lingmerth   | 69      | 70      | 68      | 71      | 278    | −6  | 11     |
| Henrik Stenson    | 66      | 68      | 68      | 68      | 270    | −11 | Silber |

### Handball
| Wettbewerb    | Frauen | Männer |
| ------------- | --- | --- |
| Athleten      | Filippa Idéhn Johanna Bundsen Louise Sand Linnea Torstenson Jamina Roberts Jenny Alm Isabelle Gulldén Carin Strömberg Sabina Jacobsen Angelica Wallén Nathalie Hagman Michaela Ek Linn Blohm Frida Tegstedt Hanna Blomstrand | Mattias Andersson Mikael Appelgren Fredrik Petersen Jerry Tollbring Mattias Zachrisson Andreas Nilsson Jesper Nielsen Jonathan Stenbäcken Philip Stenmalm Lukas Nilsson Jim Gottfridsson Kim Andersson Johan Jakobsson Tobias Karlsson Albin Lagergren |
| Trainer       | Henrik Signell | Ola Lindgren und Staffan Olsson |
| Gruppenphase  | Argentinien 31:21 (13:9) Südkorea 31:28 (16:15) Russland 34:36 (18:15) Niederlande 29:29 (16:13) Frankreich 25:27 (13:15) | Deutschland 29:32 (15:18) Ägypten 25:26 (13:12) Slowenien 24:29 (13:14) Polen 24:25 (13:12) Brasilien 30:19 (16:10) |
| Viertelfinale | Norwegen 20:33 (7:19) | ausgeschieden |
| Halbfinale    | ausgeschieden | ausgeschieden |
| Finale        | ausgeschieden | ausgeschieden |
| Platzierung   | 7. Platz | 11. Platz |

### Judo
| Athleten       | Wettbewerb | 1. Runde    | 1. Runde    | 2. Runde           | 2. Runde      | Viertelfinale | Viertelfinale | Halbfinale / Trostrunde | Halbfinale / Trostrunde | Finale / Platz 3 | Finale / Platz 3 | Rang          |
| Athleten       | Wettbewerb | Gegner      | Ergebnis    | Gegner             | Ergebnis      | Gegner        | Ergebnis      | Gegner                  | Ergebnis                | Gegner           | Ergebnis         | Rang          |
| -------------- | ---------- | ----------- | ----------- | ------------------ | ------------- | ------------- | ------------- | ----------------------- | ----------------------- | ---------------- | ---------------- | ------------- |
| Frauen         |            |             |             |                    |               |               |               |                         |                         |                  |                  |               |
| Mia Hermansson | bis 63 kg  | E. Gwend    | 000s0:101s1 | ausgeschieden      | ausgeschieden | ausgeschieden | ausgeschieden | ausgeschieden           | ausgeschieden           | ausgeschieden    | ausgeschieden    | ausgeschieden |
| Männer         |            |             |             |                    |               |               |               |                         |                         |                  |                  |               |
| Robin Pacek    | bis 81 kg  | T. Stevens  | 000s1:001s1 | ausgeschieden      | ausgeschieden | ausgeschieden | ausgeschieden | ausgeschieden           | ausgeschieden           | ausgeschieden    | ausgeschieden    | 17            |
| Marcus Nyman   | bis 90 kg  | S. Joʻrayev | 101s0:001s1 | C.W.A. Dossou Yovo | 100s0:000s2   | X. Cheng      | 000s1:100s1   | A. Iddir                | 100s0:000s0             | D. Gwak          | 000s0:100s0      | 5             |
| Martin Pacek   | bis 100 kg | G. Cho      | 000s2:000s1 | ausgeschieden      | ausgeschieden | ausgeschieden | ausgeschieden | ausgeschieden           | ausgeschieden           | ausgeschieden    | ausgeschieden    | 17            |

### Kanu

#### Kanurennsport
| Athleten                        | Wettbewerb | Vorlauf      | Vorlauf | Halbfinale   | Halbfinale | Finale       | Finale | Rang |
| Athleten                        | Wettbewerb | Zeit         | Rang    | Zeit         | Rang       | Zeit         | Rang   | Rang |
| ------------------------------- | ---------- | ------------ | ------- | ------------ | ---------- | ------------ | ------ | ---- |
| Frauen                          |            |              |         |              |            |              |        |      |
| Linnea Stensils                 | K-1 200 m  | 40,828 s     | 2       | 41,245 s     | 2          | 41,293 s     | 7      | 7    |
| Karin Johansson                 | K-1 500 m  | 1:55,049 min | 4       | 1:59,321 min | 4          | 1:58,363 min | 6      | 8    |
| Karin Johansson Sofia Paldanius | K-2 500 m  | 1:46,456 min | 7       | 1:44,090 min | 4          | 1:47,207 min | 1      | 9    |
| Männer                          |            |              |         |              |            |              |        |      |
| Petter Menning                  | K-1 200 m  | 35,264 s     | 5       | 34,995 s     | 6          | 37,104 s     | 2      | 10   |

### Leichtathletik
Laufen und Gehen 
| Athleten           | Wettbewerb       | Runde 1     | Runde 1 | Halbfinale    | Halbfinale    | Finale        | Finale        | Rang |
| Athleten           | Wettbewerb       | Zeit        | Rang    | Zeit          | Rang          | Zeit          | Rang          | Rang |
| ------------------ | ---------------- | ----------- | ------- | ------------- | ------------- | ------------- | ------------- | ---- |
| Frauen             |                  |             |         |               |               |               |               |      |
| Lovisa Lindh       | 800 m            | 2:00,04 min | 18      | 1:59,41 min   | 9             | ausgeschieden | ausgeschieden | 10   |
| Meraf Bahta        | 1500 m           | 4:06,82 min | 7       | 4:06,41 min   | 13            | 4:12,59 min   | 6             | 6    |
| Sarah Lahti        | 10.000 m         | –           | –       | –             | –             | 31:28,43 min  | 12            | 12   |
| Susanna Kallur     | 100 m Hürden     | 13,04 s     | 26      | ausgeschieden | ausgeschieden | ausgeschieden | ausgeschieden | 26   |
| Charlotta Fougberg | 3000 m Hindernis | 9:31,16 min | 18      | –             | –             | ausgeschieden | ausgeschieden | 21   |
| Männer             |                  |             |         |               |               |               |               |      |
| Perseus Karlström  | 20 km Gehen      | –           | –       | –             | –             | nicht beendet | nicht beendet | –    |

 Springen und Werfen 
| Athleten               | Wettbewerb     | Qualifikation   | Qualifikation   | Finale          | Finale          | Rang            |
| Athleten               | Wettbewerb     | Weite/Höhe      | Rang            | Weite/Höhe      | Rang            | Rang            |
| ---------------------- | -------------- | --------------- | --------------- | --------------- | --------------- | --------------- |
| Frauen                 |                |                 |                 |                 |                 |                 |
| Erika Kinsey           | Hochsprung     | 1,85 m          | 29              | ausgeschieden   | ausgeschieden   | 29              |
| Sofie Skoog            | Hochsprung     | 1,94 m          | 7               | 1,93 m          | 7               | 7               |
| Angelica Bengtsson     | Stabhochsprung | 4,55 m          | 14              | ausgeschieden   | ausgeschieden   | 14              |
| Michaela Meijer        | Stabhochsprung | 4,45 m          | 17              | ausgeschieden   | ausgeschieden   | 17              |
| Khaddi Sagnia          | Weitsprung     | 6,25 m          | 27              | ausgeschieden   | ausgeschieden   | 27              |
| Männer                 |                |                 |                 |                 |                 |                 |
| Melker Svärd Jacobsson | Stabhochsprung | nicht gestartet | nicht gestartet | nicht gestartet | nicht gestartet | nicht gestartet |
| Michel Tornéus         | Weitsprung     | 7,65 m          | 26              | ausgeschieden   | ausgeschieden   | 26              |
| Axel Härstedt          | Diskuswurf     | 63,58 m         | 7               | 62,12 m         | 10              | 10              |
| Daniel Ståhl           | Diskuswurf     | 62,26 m         | 14              | ausgeschieden   | ausgeschieden   | 14              |
| Kim Amb                | Speerwurf      | 80,49 m         | 17              | ausgeschieden   | ausgeschieden   | 17              |

### Kanuslalom
| Athleten      | Wettbewerb | Vorlauf | Vorlauf | Halbfinale | Halbfinale | Finale        | Finale        | Rang          |
| Athleten      | Wettbewerb | Zeit    | Rang    | Zeit       | Rang       | Zeit          | Rang          | Rang          |
| ------------- | ---------- | ------- | ------- | ---------- | ---------- | ------------- | ------------- | ------------- |
| Männer        |            |         |         |            |            |               |               |               |
| Isak Öhrström | K-1        | 91,43 s | 13      | 156,77 s   | 15         | ausgeschieden | ausgeschieden | ausgeschieden |

### Radsport

#### Straße
| Athleten       | Wettbewerb    | Zeit          | Rang          |
| -------------- | ------------- | ------------- | ------------- |
| Frauen         |               |               |               |
| Emilia Fahlin  | Straßenrennen | 3:58:03 h     | 27            |
| Emma Johansson | Straßenrennen | 3:51:27 h     | Silber        |
| Sara Mustonen  | Straßenrennen | nicht beendet | nicht beendet |

#### Mountainbike
| Athleten       | Wettbewerb    | Zeit      | Rang |
| -------------- | ------------- | --------- | ---- |
| Frauen         |               |           |      |
| Jenny Rissveds | Cross-Country | 1:30:15 h | Gold |

### Reiten
| Dressur |            |            |            |              |         |      |
| Athleten | Wettbewerb | Prozent    | Prozent    | Prozent      | Prozent | Rang |
| Athleten | Wettbewerb | Grand Prix | GP Spécial | Durchschnitt | GP Kür  | Rang |
| Patrik Kittel mit Deja | Einzel     | 74,586     | 73,866     | –            | 76,018  | 16   |
| Tinne Vilhelmson Silfvén mit Don Auriello                                                                                       | Einzel     | 76,429     | 77,199     | –            | 81,553  | 8    |
| Juliette Ramel mit Buriel | Einzel     | 74,943     | 72,045     | –            | –       | 28   |
| Mads Hendeliowitz mit Jimmy Choo Seq                                                                                            | Einzel     | 71,771     | 71,681     | –            | –       | 29   |
| Patrik Kittel mit Deja Tinne Vilhelmson Silfvén mit Don Auriello Juliette Ramel mit Buriel Mads Hendeliowitz mit Jimmy Choo Seq | Mannschaft | ⌀ 75,319   | ⌀ 74,370   | 74,845       | –       | 5    |

Therese Nilshagens Pferd Dante Weltino bestand den VetCheck (Tierarztkontrolle vor dem ersten Wettbewerb) nicht. Daher rückte Ersatzreiter Mads Hendeliowitz mit Jimmy Choo Seq in die Mannschaft nach.
| Springen |            |                  |               |               |              |              |        |
| Athleten | Wettbewerb | Strafpunkte      | Strafpunkte   | Strafpunkte   | Strafpunkte  | Strafpunkte  | Rang   |
| Athleten | Wettbewerb | 1. Qualifikation | Nationenpreis | Nationenpreis | Einzelfinale | Einzelfinale | Rang   |
| Athleten | Wettbewerb | 1. Qualifikation | 1. Umlauf     | 2. Umlauf     | 1. Umlauf    | 2. Umlauf    | Rang   |
| Malin Baryard-Johnsson mit Cue Channa                                                                                              | Einzel     | (8)              | (4)           | (17)          | –            | –            | –      |
| Rolf-Göran Bengtsson mit Unita | Einzel     | (16)             | (4)           | (1)           | –            | –            | –      |
| Peder Fredricson mit All In | Einzel     | (0)              | (0)           | (1)           | (0)          | (0) + (0)    | Silber |
| Henrik von Eckermann mit Yajamila                                                                                                  | Einzel     | (0)              | (4)           | (8)           | (4)          | (12)         | 24     |
| Malin Baryard-Johnsson mit Cue Channa Rolf-Göran Bengtsson mit Unita Peder Fredricson mit All In Henrik von Eckermann mit Yajamila | Mannschaft | (8)              | (8)           | (10)          | –            | –            | 7      |

| Vielseitigkeit |            |                     |                     |                           |                           |                    |      |
| Athleten | Wettbewerb | Minuspunkte Dressur | Minuspunkte Gelände | Springen                  | Springen                  | Minuspunkte Gesamt | Rang |
| Frida Andersen mit Herta                                                                                            | Einzel     | 47,90               | 9,20                | zurückgezogen (Vet-Check) | zurückgezogen (Vet-Check) | 1000,00            | –    |
| Linda Algotsson mit Fairnet                                                                                         | Einzel     | 50,90               | 109,60              | 4,00                      | –                         | 164,50             | 45   |
| Sara Algotsson-Ostholt mit Reality                                                                                  | Einzel     | 45,40               | 61,20               | 6,00                      | –                         | 112,60             | 36   |
| Ludwig Svennerstål mit Aspe                                                                                         | Einzel     | 51,00               | 28,40               | 8,00                      | –                         | 87,40              | 27   |
| Frida Andersen mit Herta Linda Algotsson mit Fairnet Sara Algotsson-Ostholt mit Reality Ludwig Svennerstål mit Aspe | Mannschaft | 144,20              | 98,90               | 121,40                    | 121,40                    | 364,50             | 11   |

Zunächst war Anna Nilsson mit Luron als Mannschaftsreiterin in der schwedischen Vielseitigkeitsreiter-Equipe vorgesehen. Vor der Teilprüfung Dressur übernahm jedoch Ersatzreiterin Linda Algotsson mit Fairnet Nilssons Startplatz.

### Ringen
| Athleten                         | Wettbewerb        | 1. Runde               | 1. Runde | Achtelfinale       | Achtelfinale  | Viertelfinale      | Viertelfinale | Halbfinale     | Halbfinale    | Hoffnungsrunde Viertelfinale | Hoffnungsrunde Viertelfinale | Hoffnungsrunde Halbfinale | Hoffnungsrunde Halbfinale | Hoffnungsrunde Finale | Hoffnungsrunde Finale | Finale        | Finale        | Rang   |
| Athleten                         | Wettbewerb        | Gegner                 | Ergebnis | Gegner             | Ergebnis      | Gegner             | Ergebnis      | Gegner         | Ergebnis      | Gegner                       | Ergebnis                     | Gegner                    | Ergebnis                  | Gegner                | Ergebnis              | Gegner        | Ergebnis      | Rang   |
| -------------------------------- | ----------------- | ---------------------- | -------- | ------------------ | ------------- | ------------------ | ------------- | -------------- | ------------- | ---------------------------- | ---------------------------- | ------------------------- | ------------------------- | --------------------- | --------------------- | ------------- | ------------- | ------ |
| Freistil Frauen                  |                   |                        |          |                    |               |                    |               |                |               |                              |                              |                           |                           |                       |                       |               |               |        |
| Sofia Mattsson                   | Klasse bis 53 kg  | Freilos                | Freilos  | Odunayo Adekuoroye | 5:0           | Katarzyna Krawczyk | 3:1           | Helen Maroulis | 0:5           | –                            | –                            | –                         | –                         | Zhong Xuechun         | 5:0                   | ausgeschieden | ausgeschieden | Bronze |
| Johanna Mattsson                 | Klasse bis 58 kg  | Sakshi Malik           | 1:3      | ausgeschieden      | ausgeschieden | ausgeschieden      | ausgeschieden | ausgeschieden  | ausgeschieden | ausgeschieden                | ausgeschieden                | ausgeschieden             | ausgeschieden             | ausgeschieden         | ausgeschieden         | ausgeschieden | ausgeschieden | 14     |
| Henna Johansson                  | Klasse bis 63 kg  | Freilos                | Freilos  | Adéla Hanzlíčková  | 4:0           | Maryja Mamaschuk   | 1:3           | ausgeschieden  | ausgeschieden | Freilos                      | Freilos                      | Jekaterina Larionowa      | 0:5                       | ausgeschieden         | ausgeschieden         | ausgeschieden | ausgeschieden | 10     |
| Jenny Fransson                   | Klasse bis 69 kg  | Freilos                | Freilos  | Signe Marie Store  | 3:0           | Aline Focken       | 3:1           | Sara Doshō     | 1:3           | –                            | –                            | –                         | –                         | Dorothy Yeats         | 3:1                   | ausgeschieden | ausgeschieden | Bronze |
| griechisch-römischer Stil Männer |                   |                        |          |                    |               |                    |               |                |               |                              |                              |                           |                           |                       |                       |               |               |        |
| Zakarias Berg                    | Klasse bis 85 kg  | Habibollah Akhlaghi    | 0:4      | ausgeschieden      | ausgeschieden | ausgeschieden      | ausgeschieden | ausgeschieden  | ausgeschieden | ausgeschieden                | ausgeschieden                | ausgeschieden             | ausgeschieden             | ausgeschieden         | ausgeschieden         | ausgeschieden | ausgeschieden | 21     |
| Fredrik Schön                    | Klasse bis 98 kg  | Zimafej Dsejnitschenka | 3:1      | Balázs Kiss        | 3:1           | Elis Guri          | 4:0           | Yasmany Lugo   | 0:3           | –                            | –                            | –                         | –                         | Ghasem Rezaei         | 1:3                   | ausgeschieden | ausgeschieden | 5      |
| Johan Eurén                      | Klasse bis 130 kg | Freilos                | Freilos  | Ivan Popov         | 5:0           | Mijaín López       | 0:3           | ausgeschieden  | ausgeschieden | Freilos                      | Freilos                      | Heiki Nabi                | 0:3                       | ausgeschieden         | ausgeschieden         | ausgeschieden | ausgeschieden | 8      |

### Rudern
| Athleten              | Wettbewerb | Vorlauf     | Vorlauf | Vorlauf       | Hoffnungslauf | Hoffnungslauf | Hoffnungslauf | Viertelfinale | Viertelfinale | Viertelfinale | Halbfinale  | Halbfinale | Halbfinale    | Finale      | Finale | Rang |
| Athleten              | Wettbewerb | Zeit        | Platz   | Qualifikation | Zeit          | Platz         | Qualifikation | Zeit          | Platz         | Qualifikation | Zeit        | Platz      | Qualifikation | Zeit        | Platz  | Rang |
| --------------------- | ---------- | ----------- | ------- | ------------- | ------------- | ------------- | ------------- | ------------- | ------------- | ------------- | ----------- | ---------- | ------------- | ----------- | ------ | ---- |
| Frauen                |            |             |         |               |               |               |               |               |               |               |             |            |               |             |        |      |
| Anna Malvina Svennung | Einer      | 8:48,46 min | 5       | Hoffnungslauf | 7:46,35 min   | 1             | Viertelfinale | 7:38,07 min   | 4             | Halbfinale C  | 8:00,41 min | 2          | C-Finale      | 7:32,54 min | 3      | 15   |

### Schießen
| Athleten        | Wettbewerb | Qualifikation   | Qualifikation | Halbfinale      | Halbfinale    | Finale          | Finale        | Ringe/ Scheiben | Rang   |
| Athleten        | Wettbewerb | Ringe/ Scheiben | Rang          | Ringe/ Scheiben | Rang          | Ringe/ Scheiben | Rang          | Ringe/ Scheiben | Rang   |
| --------------- | ---------- | --------------- | ------------- | --------------- | ------------- | --------------- | ------------- | --------------- | ------ |
| Männer          |            |                 |               |                 |               |                 |               |                 |        |
| Håkan Dahlby    | Doppeltrap | 121             | 18            | ausgeschieden   | ausgeschieden | ausgeschieden   | ausgeschieden | 121             | 18     |
| Stefan Nilsson  | Skeet      | 121             | 3             | 14              | 5             | ausgeschieden   | ausgeschieden | 135             | 5      |
| Marcus Svensson | Skeet      | 123             | 1             | 16              | 1             | 15              | 2             | 154             | Silber |

### Schwimmen
| Athleten                                                                      | Wettbewerb                 | Vorlauf          | Vorlauf          | Halbfinale       | Halbfinale       | Finale           | Finale           | Rang             |
| Athleten                                                                      | Wettbewerb                 | Zeit             | Rang             | Zeit             | Rang             | Zeit             | Rang             | Rang             |
| ----------------------------------------------------------------------------- | -------------------------- | ---------------- | ---------------- | ---------------- | ---------------- | ---------------- | ---------------- | ---------------- |
| Frauen                                                                        |                            |                  |                  |                  |                  |                  |                  |                  |
| Therese Alshammar                                                             | 50 m Freistil              | 24,73 s          | 12               | 24,72 s          | 15               | ausgeschieden    | ausgeschieden    | 15               |
| Sarah Sjöström                                                                | 50 m Freistil              | 24,66 s          | 10               | 24,69 s          | 13               | ausgeschieden    | ausgeschieden    | 13               |
| Michelle Coleman                                                              | 100 m Freistil             | nicht angetreten | nicht angetreten | nicht angetreten | nicht angetreten | nicht angetreten | nicht angetreten | nicht angetreten |
| Sarah Sjöström                                                                | 100 m Freistil             | 53,37 s          | 3                | 53,16 s          | 4                | 52,99 s          | 3                | Bronze           |
| Michelle Coleman                                                              | 200 m Freistil             | 1:56,54 min      | 7                | 1:56,05 min      | 5                | 1:56,27 min      | 7                | 7                |
| Sarah Sjöström                                                                | 200 m Freistil             | 1:56,11 min      | 3                | 1:54,65 min      | 1                | 1:54,08 min      | 2                | Silber           |
| Louise Hansson                                                                | 100 m Schmetterling        | 59,73 s          | 31               | ausgeschieden    | ausgeschieden    | ausgeschieden    | ausgeschieden    | 31               |
| Sarah Sjöström                                                                | 100 m Schmetterling        | 56,26 s          | 1                | 55,84 s          | 1                | 55,48 s          | 1                | Gold             |
| Sophie Hansson                                                                | 100 m Brust                | 1:08,67 min      | 26               | ausgeschieden    | ausgeschieden    | ausgeschieden    | ausgeschieden    | 26               |
| Jennie Johansson                                                              | 100 m Brust                | 1:06,84 min      | 10               | 1:07,06 min      | 9                | ausgeschieden    | ausgeschieden    | 9                |
| Sophie Hansson                                                                | 200 m Brust                | 2:30,59 min      | 26               | ausgeschieden    | ausgeschieden    | ausgeschieden    | ausgeschieden    | 26               |
| Stina Gardell                                                                 | 200 m Lagen                | 2:14,41 min      | 20               | ausgeschieden    | ausgeschieden    | ausgeschieden    | ausgeschieden    | 20               |
| Louise Hansson                                                                | 200 m Lagen                | 2:15,66 min      | 29               | ausgeschieden    | ausgeschieden    | ausgeschieden    | ausgeschieden    | 29               |
| Michelle Coleman Louise Hansson Ida Lindborg Ida Marko Varga Sarah Sjöström   | 4 × 100-m-Freistil-Staffel | 3:36,42 min      | 6                | –                | –                | 3:35,90 min      | 5                | 5                |
| Michelle Coleman Louise Hansson Ida Marko Varga Sarah Sjöström                | 4 × 200-m-Freistil-Staffel | 7:53,43 min      | 8                | –                | –                | 7:50,26 min      | 5                | 5                |
| Michelle Coleman Jennie Johansson Ida Lindborg Ida Marko Varga Sarah Sjöström | 4 × 100-m-Lagen-Staffel    | 3:59,45 min      | 9                | –                | –                | ausgeschieden    | ausgeschieden    | 9                |
| Männer                                                                        |                            |                  |                  |                  |                  |                  |                  |                  |
| Erik Persson                                                                  | 100 m Brust                | 1:01,20 min      | 32               | ausgeschieden    | ausgeschieden    | ausgeschieden    | ausgeschieden    | 32               |
| Erik Persson                                                                  | 200 m Brust                | 2:10,15 min      | 12               | 2:10,12 min      | 11               | ausgeschieden    | ausgeschieden    | 11               |
| Simon Sjödin                                                                  | 200 m Schmetterling        | 1:56,46 min      | 13               | 1:56,71 min      | 12               | ausgeschieden    | ausgeschieden    | 12               |
| Simon Sjödin                                                                  | 200 m Lagen                | 1:59,41 min      | 10               | 2:00,81 min      | 16               | ausgeschieden    | ausgeschieden    | 16               |

### Segeln
Fleet Race
| Athleten                         | Wettbewerb   | Qualifikation | Qualifikation | Medal Race    | Medal Race    | Punkte | Rang |
| Athleten                         | Wettbewerb   | Punkte        | Rang          | Punkte        | Rang          | Punkte | Rang |
| -------------------------------- | ------------ | ------------- | ------------- | ------------- | ------------- | ------ | ---- |
| Frauen                           |              |               |               |               |               |        |      |
| Josefin Olsson                   | Laser Radial | 84            | 7             | 6             | 3             | 90     | 6    |
| Lisa Ericson Hanna Klingar       | 49erFX       | 103           | 11            | ausgeschieden | ausgeschieden | 103    | 11   |
| Männer                           |              |               |               |               |               |        |      |
| Jesper Stålheim                  | Laser        | 137           | 16            | ausgeschieden | ausgeschieden | 137    | 16   |
| Max Salminen                     | Finn Dinghy  | 74            | 5             | 16            | 8             | 90     | 6    |
| Fredrik Bergström Anton Dahlberg | 470er        | 96            | 5             | 10            | 5             | 106    | 6    |

### Taekwondo
| Athleten         | Wettbewerb       | Achtelfinale        | Achtelfinale | Viertelfinale | Viertelfinale | Hoffnungsrunde Halbfinale | Hoffnungsrunde Halbfinale | Halbfinale    | Halbfinale    | Hoffnungsrunde Finale | Hoffnungsrunde Finale | Finale         | Finale        | Rang          |
| Athleten         | Wettbewerb       | Gegner              | Ergebnis     | Gegner        | Ergebnis      | Gegner                    | Ergebnis                  | Gegner        | Ergebnis      | Gegner                | Ergebnis              | Gegner         | Ergebnis      | Rang          |
| ---------------- | ---------------- | ------------------- | ------------ | ------------- | ------------- | ------------------------- | ------------------------- | ------------- | ------------- | --------------------- | --------------------- | -------------- | ------------- | ------------- |
| Frauen           |                  |                     |              |               |               |                           |                           |               |               |                       |                       |                |               |               |
| Nikita Glasnović | Klasse bis 57 kg | Caroline Marton     | 4:0          | Suvi Mikkonen | 7:4           | –                         | –                         | Jade Jones    | 4:9           | –                     | –                     | Kimia Alisadeh | 1:5           | 5             |
| Elin Johansson   | Klasse bis 67 kg | Nigora Tursunqulova | 2:2 SUP      | ausgeschieden | ausgeschieden | ausgeschieden             | ausgeschieden             | ausgeschieden | ausgeschieden | ausgeschieden         | ausgeschieden         | ausgeschieden  | ausgeschieden | ausgeschieden |

### Tennis
| Athleten        | Wettbewerb | 1. Runde     | 1. Runde      | 2. Runde      | 2. Runde      | Achtelfinale  | Achtelfinale  | Viertelfinale | Viertelfinale | Halbfinale    | Halbfinale    | Finale        | Finale        |
| Athleten        | Wettbewerb | Gegner       | Ergebnis      | Gegner        | Ergebnis      | Gegner        | Ergebnis      | Gegner        | Ergebnis      | Gegner        | Ergebnis      | Gegner        | Ergebnis      |
| --------------- | ---------- | ------------ | ------------- | ------------- | ------------- | ------------- | ------------- | ------------- | ------------- | ------------- | ------------- | ------------- | ------------- |
| Frauen          |            |              |               |               |               |               |               |               |               |               |               |               |               |
| Johanna Larsson | Einzel     | Alizé Cornet | 1:6, 6:2, 3:6 | ausgeschieden | ausgeschieden | ausgeschieden | ausgeschieden | ausgeschieden | ausgeschieden | ausgeschieden | ausgeschieden | ausgeschieden | ausgeschieden |

### Tischtennis
| Athleten                                      | Wettbewerb | 1. Runde           | 1. Runde | 2. Runde         | 2. Runde | 3. Runde                                     | 3. Runde      | Achtelfinale  | Achtelfinale  | Viertelfinale | Viertelfinale | Halbfinale    | Halbfinale    | Finale        | Finale        | Rang          |
| Athleten                                      | Wettbewerb | Gegner             | Ergebnis | Gegner           | Ergebnis | Gegner                                       | Ergebnis      | Gegner        | Ergebnis      | Gegner        | Ergebnis      | Gegner        | Ergebnis      | Gegner        | Ergebnis      | Rang          |
| --------------------------------------------- | ---------- | ------------------ | -------- | ---------------- | -------- | -------------------------------------------- | ------------- | ------------- | ------------- | ------------- | ------------- | ------------- | ------------- | ------------- | ------------- | ------------- |
| Frauen                                        |            |                    |          |                  |          |                                              |               |               |               |               |               |               |               |               |               |               |
| Matilda Ekholm                                | Einzel     | Freilos            | Freilos  | Jennifer Wu      | 4:2      | Jeon Ji-hee                                  | 1:4           | ausgeschieden | ausgeschieden | ausgeschieden | ausgeschieden | ausgeschieden | ausgeschieden | ausgeschieden | ausgeschieden | ausgeschieden |
| Li Fen                                        | Einzel     | Freilos            | Freilos  | Barbora Balážová | 4:3      | Li Xiaoxia                                   | 0:4           | ausgeschieden | ausgeschieden | ausgeschieden | ausgeschieden | ausgeschieden | ausgeschieden | ausgeschieden | ausgeschieden | ausgeschieden |
| Männer                                        |            |                    |          |                  |          |                                              |               |               |               |               |               |               |               |               |               |               |
| Pär Gerell                                    | Einzel     | Freilos            | Freilos  | Hugo Calderano   | 1:4      | ausgeschieden                                | ausgeschieden | ausgeschieden | ausgeschieden | ausgeschieden | ausgeschieden | ausgeschieden | ausgeschieden | ausgeschieden | ausgeschieden | ausgeschieden |
| Kristian Karlsson                             | Einzel     | Freilos            | Freilos  | Wang Jianan      | 4:1      | Uladsimir Samsonau (engl. Vladimir Samsonov) | 2:4           | ausgeschieden | ausgeschieden | ausgeschieden | ausgeschieden | ausgeschieden | ausgeschieden | ausgeschieden | ausgeschieden | ausgeschieden |
| Pär Gerell Kristian Karlsson Mattias Karlsson | Mannschaft | Vereinigte Staaten | 3:0      | –                | –        | –                                            | –             | –             | –             | Südkorea      | 1:3           | ausgeschieden | ausgeschieden | ausgeschieden | ausgeschieden | ausgeschieden |

### Triathlon
| Athleten    | Wettbewerb | Zeit      | Rang |
| ----------- | ---------- | --------- | ---- |
| Frauen      |            |           |      |
| Lisa Nordén | Einzel     | 2:00:03 h | 16   |

### Turnen

#### Gerätturnen
| Athleten     | Wettbewerb       | Qualifikation | Qualifikation | Finale        | Finale        | Rang |
| Athleten     | Wettbewerb       | Punkte        | Rang          | Punkte        | Rang          | Rang |
| ------------ | ---------------- | ------------- | ------------- | ------------- | ------------- | ---- |
| Frauen       |                  |               |               |               |               |      |
| Emma Larsson | Mehrkampf Einzel | 54,332        | 35            | ausgeschieden | ausgeschieden | 35   |